# 皇城水库
皇城水库是中国甘肃省张掖市肃南裕固族自治县皇城镇（曾一度归属金昌市永昌县管辖，所以水库实际由永昌县建设）境内的一座水库，位于东大河上，始建于1974年，1980年停建，1982年复建，1985年8月建成。水库正常库容为6400万立方米，集雨面积为1030平方千米，海拔为2539.8米。水库大坝为斜墙坝，最大坝高45米，坝顶长度501米。电站装机容量3750千瓦，年发电量1720万千瓦时。水库承担着东大河灌区2万公顷农田灌溉和金昌市、永昌县工业和生活用水供水的任务。